# Plaza Salvador Allende
La Plaza Salvador Allende Gossens es un espacio público localizado en una de las entradas a la Universidad Central de Venezuela, frente al Jardín botánico de la UCV, en el Municipio Libertador del Distrito Capital, al oeste de la ciudad de Caracas y al centro norte de Venezuela.
Consiste en un monumento con un monolito y una estatua con dos inscripciones que están dedicadas a honrar la memoria del presidente de Chile Salvador Allende, fallecido durante el golpe militar de Pinochet, en 1973. La estatua de Ana Ávalos fue colocada con la colaboración de la comunidad chilena residente en Venezuela, y en la misma se encuentra un extracto del último discurso de Allende: «Sabed que más temprano que tarde se abrirán las grandes alamedas por donde pase el hombre libre 11-09-1973».

## Controversia
El monumento conmemorativo ha sido objeto de controversia durante los últimos años, por parte de diversos sectores que ponen en duda la «benevolencia del allendismo» y su simbolismo. 
Por un lado, sectores que van desde la socialdemocracia hasta la extrema izquierda, consideran a Allende un mártir, debido ha sus inclinaciones abiertamente marxistas y al hecho de haber sido el precursor del socialismo por la vía democrática. Además, descartan la versión oficial que se refiere al deceso de Salvador Allende, durante el Golpe de Estado en Chile de 1973.
Por otra parte sus detractores, además de resaltar el sesgo político del monumento, alegan que Salvador Allende nunca consolidó una mayoría política, algo que se pone de manifiesto con los resultados de la Elección presidencial de Chile de 1970, dónde gana por la mínima con el 36,6% de los votos, superando por menos de 40.000 votos a su rival Jorge Alessandri. Al tiempo que su gestión derivó en escasez de alimentos y medicamentos, alta inflación y aumento de la pobreza, producto de las expropiaciones y nacionalizaciones. Contexto que obligó al Congreso de Chile a declarar su gobierno como «inconstitucional», en medio del colapso económico chileno de 1973.
Y es que, desde la década de 2010, y como resultado de la crisis política y económica en Venezuela, muchos estudiantes comenzaron a cuestionar los símbolos relacionados con el ideario izquierdista. Es bajo está coyuntura que, en noviembre de 2019, un grupo de estudiantes encapuchados terminaron por vandalizar el monumento a modo de protesta.